# 島小鮋
島小鮋是輻鰭魚綱鮋形目鮋亞目鮋科的其中一種，為熱帶海水魚，分布於東大西洋聖赫勒拿島及亞森松島海域，棲息深度3-35公尺，體長可達10公分。棲息在近海岩石底層水域，生活習性不明。

## 扩展阅读
維基物種上的相關：島小鮋